# Клёны (рабочий посёлок, Саратовская область)
Клёны — посёлок городского типа (рабочий посёлок) в Вольском районе Саратовской области России. 
Входит в муниципальное образование город Вольск.

## География
Расположен в 10 км к востоку от центра города Вольска. 
Севернее к пгт примыкает железнодорожная станция Клёны.

## История
Основание посёлка относится к 1978 году. Первый раз статус пгт Клёны получили в 1990 году. В 1996 году пгт был упразднён и включён в состав города Вольска.
К 2004 году восстановлен как отдельный посёлок. Повторное изменение категории с посёлка на рабочий посёлок было зафиксировано законом от 26 декабря 2008 года. Росстат стал учитывать населённый пункт как посёлок городского типа с 2018 года.

## Население
| 2018 | 2019 | 2020 | 2021  |
| ---- | ---- | ---- | ----- |
| 0    | →0   | →0   | ↗2238 |